# O Cântico dos Cânticos
O Cântico dos Cânticos é um poema dramático escrito por Joaquim José Coelho de Carvalho em 1878. Trata-se de um texto original cujo nome se relaciona com o livro da Bíblia com o mesmo nome, pertencente ao Antigo Testamento e também conhecido por Cântico de Salomão.

## Interpretação
O poema dramático tem poucas personagens, sendo estas: Salomão, Sulamita, pastor, Sábio, mulheres do Harem e coro. Pode-se estabelecer um paralelismo com o livro da Bíblia, não só pela referência a dois indivíduos com o mesmo nome, mas também pelo livro bíblico celebrar o amor sensual e erótico e a obra de Coelho de Carvalho retratar o amor que um homem tem por uma mulher que não o ama. A obra tem um caráter essencialmente romântico, sendo este atingido com o recurso a adjetivações, hipérbatos e uma fluída versificação de decassílabos brancos. 
A obra retrata as paixões sensuais de Salomão e de Sulamita, em que esta apaixona-se por um pastor da sua aldeia, a quem se junta no retorno à terra natal, não retribuindo o amor de Salomão. À criação desta fábula está subjacente uma reivindicação burguesa e um certo moralismo laico sintetizados pela última fala do Sábio:
"O amor é mais altivo de que a morte;
E a paixão inflexível como o inferno;
Fachos do coração feitos das chammas,
Que ata Jehovah á flecha dos seus raios!
Não poderão as águas em torrentes
Apagal-o jámais, e os grandes rios
Submergil-o nas vagas murmurosas.
E, se um homem vaidoso, algumas vezes,
Busca comprar o amor com as riquezas,
Recolhe a confusão, da flor da vida
Fructo cheio de cinzas e discórdias."